# 포승 나들목
포승 나들목(Poseung IC)은 경기도 평택시 현덕면 방축리에 설치된 익산평택고속도로지선의 나들목이다. 

## 연혁
- 2019년 12월 6일 : 분기점 신설을 위해 평택시 도시계획시설 교통광장에 현덕면 방축리 일원을 포승 나들목으로 고시[1]
- 2024년 12월 10일 : 익산평택고속도로지선 현덕 ~ 포승 구간 개통과 함께 통행 개시[2]

## 구조물 정보
- 위치 : 경기도 평택시 현덕면 방축리

## 접속하는 도로
- 국도 제38호선 (서동대로)